# Australian Open 1976
L'Australian Open 1976 è stata la 64ª edizione dell'Australian Open e prima prova stagionale dello Slam per il 1976. Si è disputato dal 26 dicembre 1975 al 4 gennaio 1976 sui campi in erba del Kooyong Stadium di Melbourne in Australia. Il doppio misto non si è disputato.

## Risultati

### Singolare maschile
Mark Edmondson ha battuto in finale  John Newcombe con il punteggio di 6–7, 6–3, 7–6, 6–1

### Singolare femminile
Evonne Goolagong Cawley ha battuto in finale  Renáta Tomanová con il punteggio di 6–2, 6–2

### Doppio maschile
John Newcombe /  Tony Roche hanno battuto in finale  Ross Case /  Geoff Masters con il punteggio di 7–6, 6–4

### Doppio femminile
Evonne Goolagong Cawley /  Helen Gourlay Cawley hanno battuto in finale  Lesley Turner Bowrey /  Renáta Tomanová per 8–1.

### Doppio misto
Il doppio misto non è stato disputato tra il 1970 e il 1985.